# Crescencio de Roma
Crescencio (Crescentius o Crescenzio; Roma, 292 - Roma, 303) fue un joven cristiano que sufrió el martirio durante el imperio de Diocleciano; es venerado por la Iglesia Católica como un santo, siendo su festividad el 4 de agosto.

## Hagiografía
Según el Acta, la única fuente que cuenta la historia de este santo, de una noble familia romana y fue bautizado junto con sus padres por san Epigmenio. Durante las persecuciones de los cristianos por parte de Diocleciano, la familia huyó a Perugia, donde murió su padre san Eutimio. Llevado de regreso a Roma, Crescencio, que tenía once años, fue decapitado en la vía Salaria, fuera de las murallas de la ciudad. Algunos detalles hagiográficos se confunden con los hechos de san Crescenzo.
Crescenzio fue enterrado en las catacumbas de Priscilla en la Via Salaria de Roma.

## Culto
Su lugar de enterramiento se convirtió en un foco de peregrinaje y veneración en la Edad Media. Su cuerpo, a pedido del obispo Antifredo, fue transportado de Roma a Siena alrededor de 1058. En la Edad Media fue uno de los cuatro santos patrones de la ciudad toscana con los santos Sabino, Ansano y Víctor. Otras reliquias fueron trasladadas a Tortosa en 1606.
La única fuente biográfica sobre Crescencio se deriva de la copia de un manuscrito de 1600 y se conserva en la Biblioteca Vallicelliana. El Acta no es confiable ya que fue escrito mucho después de la supuesta muerte de este santo. Dante Balboni cree que fue compuesto en Toscana alrededor de 1058, cuando el cuerpo de Crescencio fue trasladado a Siena.
Está representado en la Maestà de Duccio.
Los restos mortales de otros santos con este nombre también se veneran en la iglesia de San Marco Evangelista en Giugliano, en la iglesia de Santa Maria della Misericordia en Pacentro y en la iglesia de Santa Maria Assunta en Binetto.